# Литературный конкурс имени К. М. Нефедьева
Литературный конкурс имени К. М. Нефедьева — международный литературный конкурс, учрежденный в честь магнитогорского писателя-фантаста К. М. Нефедьева Магнитогорским металлургическим комбинатом, Союзом российских писателей и Российской академией поэзии.

## Положение о конкурсе
Конкурс проводится в следующих номинациях:
- поэзия
- проза
- публицистика
- номинация «Социальный заказ», учрежденная профсоюзным комитетом ОАО «ММК»

## Члены жюри
- Варламов, Игорь Валерьевич
- Ерофеев, Александр Вячеславович
- Лещинская, Галина Иосифовна
- Некрасов, Владимир Александрович

## История
Конкурс учрежден в 2000 году.

### I конкурс
Итоги подведены в 2001.
Лауреаты:
- поэзия — Олег Щуров (Магнитогорск)
- проза — Михаил Крупин (Подольск, Московская область)
- публицистика — Владимир Петренко (Магнитогорск)

Дипломанты:
- Владимир Вельямидов (Магнитогорск)
- Анатолий Гитерман (Израиль)
- Сергей Лешаков (Рудный, Казахстан)
- Владимир Наумов (Магнитогорск)
- Юрий Невский (Улан-Удэ)
- Евгения Шевченко (Магнитогорск)
- Николай Якшин (Магнитогорск)

### II конкурс
Итоги подведены в марте 2002, во время проходившего в Магнитогорске Всемирного поэтического форума.
Соискателей: более 300, лауреатов: 13.
Лауреаты:
- поэзия
  - Алексей Витаков (Смоленск) — за поэтическую подборку из новой рукописи «Огонь маяка»
  - Алексей Гатапов (Улан-Удэ) — за первый перевод на русский язык монгольского эпоса «Шоно Батор»
  - Елена Муссалитина (Москва) — за книгу стихов для детей «Синяша»
  - Нина Ягодинцева (Челябинск) — за рукопись новой книги стихов «Теченье донных трав»
- проза
  - Елена Александрова (Ганновер, Германия) — за подборку рассказов
  - Алексей Атеев (Магнитогорск) — за рукопись новой книги «Псы Вавилона»
  - Мария Митрёнина (Томск) — за рассказ «Другие города», опубликованный в журнале «Берег А»
  - Олег Хандусь (Магнитогорск) — за цикл рассказов, опубликованных в журнале «Знамя»
  - Клуб авторов-фантастов «НЛО» (Уральский регион) — за разработку темы фантастики
- публицистика
  - Владимир Баканов (Магнитогорск) — за исторический очерк «Испытание Магниткой»
  - Данайре (Герман Гвенцадзе, Москва) — за эссе «Поэт всегда чуть-чуть лукавит, но никогда поэт не лжет»
  - Александр Ремезов (Усть-Катав) — за цикл очерков, опубликованных в газете «Усть-Катавская неделя»
- «социальный заказ»
  - Валентина Минуллина (Магнитогорск) — за книгу очерков о людях труда «Мой друг Владимир Долженков»

### III конкурс
Итоги подведены в июне 2003.
Соискателей: более 300, лауреатов: 24.
Лауреаты:
- поэзия
  - первая премия
    - Юрий Костарев (Магнитогорск) — за книгу стихов «По правилам любви» (посмертно)
    - Юрий Ильясов (Магнитогорск) — за книгу стихов «Идущий следом»

  - диплом
    - Ирина Аргутина (Челябинск) — за рукопись книги стихов «Линия перемены дат»
    - Игорь Заморский (Магнитогорск) — за подборку стихов «Миссия»
    - Наталья Карпичева (Магнитогорск) — за цикл стихов
    - Виктор Навдуш (Магнитогорск) — за книгу стихов «Войди в мой дом»
    - Олег Павлов (Челябинск) — за книгу стихов «Апокрифы»
    - Ренарт Фасхутдинов (Магнитогорск) — за цикл стихов
- проза
  - первая премия
    - Анна Турусова (Магнитогорск) — за книгу рассказов «Пятёрка за „фонарь“»

  - диплом
    - Светлана Куралова (Московская область) — за повесть «Воспиталка»
    - Юрий Невзоров (Кыштым) — за пьесу «Течёт ядовитая Лета»
    - Олег Чванов (Магнитогорск) — за маленькую повесть «Общежитие»
- художественная публицистика
  - первая премия
    - Анатолий Столяров (Троицк) — за книгу документальных повестей «Мы живы, пацаны!»

  - диплом
    - Иван Галигузов (Магнитогорск) — за книгу «Народы Южного Урала»
    - Маргарита Ерёменко (Касли) — за цикл очерков
- номинация «Социальный заказ»
  - диплом
    - Виктор Гринимаер (Магнитогорск) — за книгу очерков «Магнитогория»
    - Миндихан Котлухужин (Магнитогорск) — за очерк о Б. Ручьёве «Где вставало „Красное солнышко“»
    - Альберт Пиркер (Магнитогорск) — за книгу документальной прозы «Страницы магнитогорского волейбола»
    - Геннадий Погорельцев (Магнитогорск) — за цикл очерков в книге «Доменный цех Магнитки: дела и люди»
- спецпризы
  - диплом и приз Союза писателей России
    - Александр Иванович Степанов (Магнитогорск) — за оригинальность разработки и оформления книги «Зернь»

  - диплом и приз газеты «Магнитогорский металл»
    - Леонид Чернышов (Магнитогорск) — за верность рабочей теме и книгу стихов «Проба жизни»
    - Андрей Кудинов (Магнитогорск) — за преданность газете и цикл рассказов, опубликованных в «ММ»

  - диплом и приз Магнитогорского отделения Всероссийской политической партии «Единая Россия»
    - Нина Забруцкая (Магнитогорск) — за волю к жизни и книгу сказок